# Fumizuki Kō
Fumizuki Kō (文月 晃 Văn Nguyệt Hoảng, sinh ngày 8 tháng 3 tại tỉnh Fukuoka) là một Mangaka người Nhật Bản. Tác phẩm nổi tiếng nhất của Fumizuki hiện nay là Ai Yori Aoshi,, một bộ truyện tranh 17 tập đã được chuyển thể thành phim hoạt hình. Hiện nay ông đang sáng tác truyện Umi no Misaki, đăng trên tuần báo Young Animal bắt đầu từ số thứ 5 năm 2007.